# Globba glandulosa
Globba glandulosa là một loài thực vật có hoa trong họ Gừng. Loài này được Ridl. mô tả khoa học đầu tiên năm 1908.